# Flavia Arcaro
Flavia Arcaro (22 de junio de 1876 – 8 de abril de 1937) fue una actriz de cine mudo estadounidense. Arcaro es conocida por su papel en la película The Naggers on Four Wheels- No Brakes (1932) y su participación en la obra Dearest Enemy.

## Filmografía
- Come to Dinner (Cortometraje) (1934) as Carlotta Prance
- Fifi (Cortometraje) (1933) como parte de Broadway Brevities
- The Naggers on Four Wheels- No Brakes (1932)
- Paying the Price (Cortometraje) (1916) como Vera Desmond
- The Secret Agent (Cortometraje) (1916) como Mrs. Vanderlind
- The Ace of Death (Cortometraje) (1915) como Theresa
- The Devil's Darling (Cortometraje) (1915)
- Sunshine and Tempest (Cortometraje) (1915) como Nancy
- The Unsuspected Isles (Cortometraje) (1915) como Lores
- Capital Punishment (Cortometraje) (1915) como Vivian Baxley
- The Cup of Chance (Cortometraje) (1915) como la madre de Hope
- The Vivisectionist (Cortometraje) (1915) como una actriz
- The Plunderer (1915) como Cook